# Welcome to the Dungeon
Welcome to the Dungeon ist ein Kartenspiel des japanischen Spieleautors Masato Uesugi, das 2013 unter dem Titel Dungeon of Mandom zuerst in Japan und später international erschien. Bei dem Spiel handelt es sich um ein reduziertes Dungeon-Crawler-Spiel mit einem Push-your-luck-Mechanismus, bei dem die Spieler mit einem Helden mehrere Monster in einem Dungeon besiegen müssen.
Eine erste englischsprachige und im gleichen Jahr auch deutschsprachige Version des Spiels wurde von IELLO ab 2015 als Welcome to the Dungeon produziert und vom Heidelberger Spieleverlag sowie aktuell von Hutter vertrieben.
Aufbauend auf Welcome to the Dungeon entwickelte Antoine Bauza 2016 das eigenständige Nachfolgespiel Welcome back to the Dungeon mit vier neuen Abenteurern (Ninja, Prinzessin, Barde und Necromant).

## Thema und Ausstattung
Bei dem Spiel müssen die Spieler jeweils mehrfach erfolgreich mit einem Helden einen Dungeon überstehen. Dabei steht allen Spielern gemeinsam immer ein Held mit seinen Ausrüstungsgegenständen zur Verfügung, der im Verlauf des Spiels durch die Aktionen der anderen Spieler Ausrüstung verliert, während zugleich die Anzahl der Gegner im Dungeon zunimmt. Über einen Push-your-luck-Mechanismus („Fordere dein Glück heraus“) können Spieler aus der jeweils aktuellen Runde aussteigen (passen) oder gezwungen werden, den Dungeon mit dem geschwächten Helden zu betreten.
Das Spielmaterial besteht neben einer Spielanleitung aus:
- 13 Monster-Karten mit unterschiedlicher Stärke (je zwei Goblins (Stärke 1), Skelette (2), Orks (3), Vampire (4) und Golems (5) sowie je ein Lich (6), Dämon (7) und Drache (8))
- 4 Abenteurer-Marker in vier Farben (Krieger, Barbar, Schurke und Magier)
- 24 Ausrüstungs-Marker, jeweils spezifisch für die vier Abenteurer,
- 8 Erfolgskarten und
- 4 doppelseitige Übersichtskarten.

## Spielweise
Jeder Spieler bekommt zu Beginn des Spiels eine Übersichtskarte, die er mit der hellen Seite nach oben vor sich ablegt. In die Tischmitte kommt ein Stapel aus fünf Erfolgskarten und zu Beginn jeder Spielrunde wird von den Spielern ein Abenteurer (Krieger, Barbar, Schurke oder Magier) ausgewählt und dessen Marker gemeinsam mit den spezifischen Ausrüstungs-Markern in die Tischmitte gelegt. Die Monsterkarten werden gemischt und als verdeckter Stapel ebenfalls in die Tischmitte platziert, daneben bleibt Platz für einen im Spiel zu bildenden Dungeonstapel.
Beginnend mit einem Startspieler („wer zuletzt in einer Höhle war“) wird das Spiel im Uhrzeigersinn gespielt. Der jeweils aktive Spieler kann entweder eine Karte vom Monsterstapel ziehen oder Passen und dadurch aus der aktuellen Runde aussteigen. Wenn der Spieler eine Karte zieht, schaut er sich das entsprechende Monster an und kann es verdeckt in den sich bildenden Dungeonstapel legen oder verdeckt vor sich ablegen, wobei er in dem Fall zusätzlich eines der Ausrüstungsgegenstände des Helden aus der Tischmitte entfernt und ebenfalls vor sich ablegt. Durch diese beiden Aktionsmöglichkeiten wächst entweder die Anzahl der Monster im Dungeon oder der Held wird geschwächt.
Sobald in einer Runde alle Spieler bis auf einen gepasst haben, muss dieser letzte Spieler mit dem Abenteurer und dessen noch verbliebener Ausrüstung den Dungeon betreten und nacheinander gegen alle Monster des Dungeonstapels kämpfen. Zu Beginn dieser Phase („Dungeonphase“) ermittelt der Spieler seine Lebenspunkte aus den Lebenspunkten des Charakters und der verbleibenden Ausrüstung. Danach werden nach und nach die Karten des Dungeonstapels aufgedeckt und der Charakter muss mit Hilfe seiner Ausrüstung die aufgedeckten Monster besiegen oder verliert Lebenspunkte. Gelingt es dem Spieler, alle Monster des Stapels zu besiegen, bevor seine Lebenspunkte auf 0 fallen, hat er den Dungeon überstanden und bekommt eine Erfolgskarte. Verliert er dagegen alle Lebenspunkte, bevor er alle Monster besiegt hat, war er nicht erfolgreich und der Spieler dreht seine Übersichtskarte auf die rote Seite; lag bereits die rote Seite oben, scheidet er aus dem Spiel aus. Danach beginnt eine neue Spielrunde.
Das Spiel endet, wenn entweder ein Spieler zwei Mal einen Dungeon überstanden und somit zwei Erfolgskarten vor sich liegen hat, oder wenn alle Spieler bis auf einen aus dem Spiel ausgeschieden sind. Im ersten Fall gewinnt der Spieler mit den zwei Erfolgskarten, im zweiten Fall der letzte verbliebene Spieler.

## Welcome back to the Dungeon
Welcome back to the Dungeon wurde 2016 als eigenständiges Spiel von dem französischen Spieleautor Antoine Bauza auf der Basis von Welcome to the Dungeon entwickelt. Dabei wurden im Wesentlichen vier neue Helden eingeführt: Der Ninja, die Prinzessin, der Barde und der Nekromant.
Das grundsätzliche Spielprinzip von Welcome to the Dungeon wurde auch bei dem Nachfolger übernommen und durch einige zusätzliche Optionen erweitert. Das Spielmaterial von Welcome back to the Dungeon besteht neben einer Spielanleitung aus:
- 13 Monsterkarten mit unterschiedlicher Stärke (je zwei Goblins (Stärke 1), Skelette (2), Orks (3), Vampire (4) und Golems (5) sowie je ein Lich (6), Dämon (7) und Drache (8)),
- 6 Spezial-Monsterkarten (die Fee, der Begleiter, der Imitator, der Gelatinewürfel, der Graf und der Gestaltwandler),
- 4 Abenteurer-Marker in vier Farben (Ninja, Prinzessin, Barde und Nekromant)
- 24 Ausrüstungs-Marker, jeweils spezifisch für die vier Abenteurer,
- eine Lebenspunkttafel,
- ein Drachenmarker,
- 5 Erfolgskarten und
- 8 Übersichtskarten, davon jeweils 4 für normale und 4 für Spezial-Monster.

Die Gestaltung der normalen Monster weicht von der des Spiels Welcome to the Dungeon ab, obwohl es sich um die gleichen Monstertypen handelt. Auch die Rückseitengestaltung der Karten wurde verändert, sodass die Karten der beiden Spiele nicht kombiniert bzw. miteinander verwechselt werden können.
Die Spielvorbereitung entspricht der von Welcome to the Dungeon. Auch hier bekommt jeder Spieler zu Beginn jeweils eine Übersichtskarte, die er mit der hellen Seite nach oben vor sich ablegt und die Erfolgskarten werden in der Tischmitte ausgelegt. Hinzu kommt die Lebenspunkttafel mit dem Drachenmarker. Die Spezial-Monsterkarten werden gemischt und zwei dieser Karten werden zufällig gezogen sowie in den Stapel mit den normalen Monsterkarten gemischt, der als Nachziehstapel bereit gelegt wird; die restlichen Spezial-Monster werden aus dem Spiel genommen. Zu Beginn jeder Spielrunde wird von den Spielern ein Abenteurer ausgewählt und dessen Marker gemeinsam mit den spezifischen Ausrüstungs-Markern in die Tischmitte gelegt.
Auch die Spielweise entspricht der von Welcome to the Dungeon und auch bei Welcome back to the Dungeon gibt es eine Vorbereitungsphase, in der die Spieler jeweils Monsterkarten ziehen oder passen können. Die gezogenen Monsterkarten werden entweder in den Dungeon gelegt oder der Spieler entscheidet sich dafür, diese vor sich abzulegen und einen Ausrüstungsgegenstand des Abenteurers zu entfernen. Wenn alle Spieler bis auf einen gepasst haben, muss dieser mit dem ausgewählten Heldencharakter und der verbliebenen Ausrüstung in den Dungeon gehen und gegen die Monster vom Dungeonstapel antreten. Wie im Grundspiel verliert ein Spieler Lebenspunkte, wenn er ein Monster nicht mit seiner Ausrüstung besiegen kann. Die Lebenspunkte des Helden werden dabei auf der Lebenspunkttafel mit dem Drachenmarker markiert. Anders als bei Welcome to the Dungeon gibt es in dem Spiel allerdings zusätzlich Spezial-Monster, die jeweils einen bestimmten Effekt haben. Gelingt es dem Spieler, alle Monster des Stapels zu besiegen, bevor seine Lebenspunkte auf 0 fallen, hat er den Dungeon überstanden und bekommt eine Erfolgskarte. Verliert er dagegen alle Lebenspunkte, bevor er alle Monster besiegt hat, war er nicht erfolgreich und der Spieler dreht seine Übersichtskarte auf die rote Seite; lag bereits die rote Seite oben, scheidet er aus dem Spiel aus. Danach beginnt eine neue Spielrunde.
Das Spiel endet, wenn entweder ein Spieler zwei Mal einen Dungeon überstanden und somit zwei Erfolgskarten vor sich liegen hat, oder wenn alle Spieler bis auf einen aus dem Spiel ausgeschieden sind. Im ersten Fall gewinnt der Spieler mit den zwei Erfolgskarten, im zweiten Fall der letzte verbliebene Spieler.

## Geschichte und Rezeption
Das Spiel Welcome to the Dungeon wurde von dem Japaner Masato Uesugi entwickelt und erschien im April 2013 unter dem Namen unter dem Titel Dungeon of Mandom zuerst bei dem Kleinverlag I Was Game und kurz darauf bei Oink Games in japanischer und koreanischer Sprache. uplay.it edizioni veröffentlichte das Spiel in italienischer Sprache 2014, 2015 erschien es von Portal Games in Polnisch und von REXhry  auf Tschechisch. IELLO veröffentlichte das Spiel international auf Französisch, Englisch, Niederländisch und Deutsch, wobei die deutsche Auflage über den Heidelberger Spieleverlag vertrieben wurde. In der Folge erschienen Auflagen auf Russisch (Hobby World), Spanisch (Devir), Rumänisch (Lex Games), Griechisch (Kaissa Chess & Games), Chinesisch (GoKids 玩樂小子) und Ungarisch (Reflexshop) sowie jeweils weitere Auflagen auf Englisch und Deutsch. Die zweite deutsche Auflage, erschienen Anfang 2018, wird in Deutschland von Hutter vertrieben.

## Belege
1. ↑  Welcome back to the Dungeon in der Spieledatenbank BoardGameGeek (englisch)
2. 1 2 3 4 5 6  Welcome to the Dungeon, Spieleanleitung IELLO, 2018.
3. 1 2 3 4  Welcome back to the Dungeon, Spieleanleitung IELLO, 2018.
4. ↑  Welcome to the Dungeon, Versionen bei BoardGameGeek. Abgerufen am 8. Juli 2018.
5. ↑  Welcome Back to the Dungeon von IELLO erscheint 2018. Meldung auf www.brettspiel-news.de vom 28. Januar 2018; abgerufen am 15. Juli 2018.